# San Martino del Lago
San Martino del Lago é uma comuna italiana da região da Lombardia, província de Cremona, com cerca de 476 habitantes. Estende-se por uma área de 10 km², tendo uma densidade populacional de 48 hab/km². Faz fronteira com Ca' d'Andrea, Cingia de' Botti, Scandolara Ravara, Solarolo Rainerio, Voltido.

## Demografia
| Variação demográfica do município entre 1861 e 2011                               |
|                                                                                   |
| Fonte: Istituto Nazionale di Statistica (ISTAT) - Elaboração gráfica da Wikipedia |